# Sécurité humaine
 (juillet 2023).
La mise en forme du texte ne suit pas les recommandations de Wikipédia : il faut le « wikifier ».
Les points d'amélioration suivants sont les cas les plus fréquents. Le détail des points à revoir est peut-être précisé sur la page de discussion.
- Les titres sont pré-formatés par le logiciel. Ils ne sont ni en capitales, ni en gras.
- Le texte ne doit pas être écrit en capitales (les noms de famille non plus), ni en gras, ni en italique, ni en « petit »…
- Le gras n'est utilisé que pour surligner le titre de l'article dans l'introduction, une seule fois.
- L'italique est rarement utilisé : mots en langue étrangère, titres d'œuvres, noms de bateaux, etc.
- Les citations ne sont pas en italique mais en corps de texte normal. Elles sont entourées par des guillemets français : « et ».
- Les listes à puces sont à éviter, des paragraphes rédigés étant largement préférés. Les tableaux sont à réserver à la présentation de données structurées (résultats, etc.).
- Les appels de note de bas de page (petits chiffres en exposant, introduits par l'outil «  Source ») sont à placer entre la fin de phrase et le point final[comme ça].
- Les liens internes (vers d'autres articles de Wikipédia) sont à choisir avec parcimonie. Créez des liens vers des articles approfondissant le sujet. Les termes génériques sans rapport avec le sujet sont à éviter, ainsi que les répétitions de liens vers un même terme.
- Les liens externes sont à placer uniquement dans une section « Liens externes », à la fin de l'article. Ces liens sont à choisir avec parcimonie suivant les règles définies. Si un lien sert de source à l'article, son insertion dans le texte est à faire par les notes de bas de page.
- La présentation des références doit suivre les conventions bibliographiques. Il est recommandé d'utiliser les modèles {{Ouvrage}}, {{Chapitre}}, {{Article}}, {{Lien web}} et/ou {{Bibliographie}}. Le mode d'édition visuel peut mettre en forme automatiquement les références.
- Insérer une infobox (cadre d'informations à droite) n'est pas obligatoire pour parachever la mise en page.

Pour une aide détaillée, merci de consulter Aide:Wikification.
Si vous pensez que ces points ont été résolus, vous pouvez retirer ce bandeau et améliorer la mise en forme d'un autre article.
La sécurité humaine est un concept émergent apparu dans les années 1990, qui remet en cause l'approche traditionnelle de la sécurité fondée principalement sur le concept de sécurité nationale. À l'État et ses intérêts, auxquels se réfèrent la « sécurité nationale » et les « intérêts nationaux », le concept de sécurité humaine préfère prendre l'individu comme objet référent (c'est-à-dire comme objet à protéger).
La sécurité humaine inclut une compréhension de la sécurité centrée sur les populations et avec une approche multidisciplinaire comprenant les études du développement, les relations internationales, les études stratégiques, et les droits humains. Elle étend le concept de sécurité à d'autres sphères que la simple sécurité et sûreté « physique » des personnes, qui sont traditionnellement du domaine de la sécurité et de la défense (assurée par la police, l'armée et le personnel de sécurité et de sûreté) pour inclure la sécurité sociale, la sécurité économique, les droits politiques, ou de façon plus générale le développement humain, mais aussi l'environnement. Le Rapport sur le Développement humain du Programme de Développement des Nations unies de 1994 est considéré comme un jalon important de la promotion de la sécurité humaine, notamment dans la mesure où il enjoint de garantir que tout être humain puisse vivre "à l'abri du besoin" ("freedom from want") et "à l'abri de la peur" ("freedom from fear").
L'approche par la sécurité humaine peut être considérée comme "normative" dans la mesure où elle promeut une certaine vision de l'intérêt général, certaines valeurs (comme les droits fondamentaux) et certaines priorités, en soutenant l'idée que tout être humain a droit à une définition extensive de la sécurité. La sécurité humaine est parfois considérée comme faisant partie des "études critiques de sécurité" (critical security studies) dans la mesure où elle remet en cause un certain nombre d'éléments constitutifs des études de sécurité (security studies) "traditionnelles" inspirées par les écoles dites "classiques" des relations internationales (l'école réaliste et l'école libérale), notamment centrées sur l'État et la sécurité nationale, se cantonnant aux questions de sûreté, de sécurité et de défense, et se considérant souvent descriptives ou "objectives" plutôt que normatives.
Dans un monde post-Guerre froide, la notion de sécurité humaine présente l'avantage de prendre en compte les nouvelles problématiques de sécurité, comme le terrorisme, qui vise les populations plutôt que l'État. Elle reconnaît par exemple que pour une partie importante de l'humanité, les États peuvent être une source d'insécurité plutôt que de sécurité (que ce soit des États oppresseurs ou des forces étrangères intervenant militairement) ; mais aussi que la menace d'une agression extérieure conventionnelle par un État "ennemi" semble moins grande, notamment par rapport à des enjeux comme la faim, les maladies, la pauvreté ou encore le climat. Elle répond également aux enjeux des États faillis, des conflits infra-étatiques et/ou insurrectionnels (guérilla, guerre asymétrique…), de la menace posée par les groupes armés et/ou paramilitaires, criminels et/ou terroristes, pour lesquelles la solution militaire semble ne pas suffire voire être contre-productive et nécessite d'inclure du développement humain et la (re)construction de l'État (que ce soit de sa légitimité ou de ses institutions) et de l'état de droit. Ces nouvelles formes de conflit brouillent la frontière entre guerre et paix, maintien de la paix et maintien de l'ordre, méthodes militaires et méthodes de police, militaires et civils, combattants et non-combattants, ennemis à "neutraliser" et criminels à "appréhender",.
La sécurité humaine et ses promoteurs sont critiqués sur plusieurs points. Certains lui reprochent son caractère normatif. D'autres considèrent que sa tendance à étendre le concept de sécurité à des domaines très larges rend la définition de sécurité très vague, faible et inefficace sur le plan théorique comme pratique. Certains considère qu'il ne s'agit pas plus que d'un concept militant permettant à des acteurs politiques militants de promouvoir certaines causes, mais qu'il n'aide pas la communauté à définir le concept de sécurité, ou les leaders politiques et législateurs à mettre en œuvre de bonnes politiques. D'autres encore s'interrogent sur la place qu'est censée avoir, dans cette "sécurité humaine" très large et intégrant le développement, la sécurité au sens traditionnel du terme, celle assurée par la police et l'armée,.
La sécurité humaine reste en tout cas un concept utilisé par les Nations unies mais aussi certains États comme la Norvège, le Canada et le Japon. Le Canada promeut ainsi une "politique des 3 D" (3D policy en anglais, Défense, Diplomatie, Développement), et a été critiqué pour une politique étrangère en réalité plus marquée par la défense que le développement. Certains observateurs soutiennent que ce seraient justement des États avec un faible hard power (c'est-à-dire un faible pouvoir militaire et politique sur la scène internationale) et une politique militaire et de sécurité discrète ou peu agressive qui utiliseraient l'idée de "sécurité humaine" pour donner plus de corps à leur approche indirecte basée sur la diplomatie, le développement humain, l'économie, parfois le maintien de la paix.